# Línea 159 (EMT Madrid)
La línea 159 de la EMT de Madrid une la Plaza de Alsacia con El Cañaveral (Vicálvaro).

## Características
Fue inaugurada el 17 de octubre de 2018 con la denominación SE723, adquiriendo la actual el día 15 de marzo de 2020.
El 14 de noviembre de 2022, la línea modificó su itinerario por El Cañaveral, dando cobertura a la zona sur y este del barrio.

## Horarios
| Lunes a viernes laborables |                        |                        |                        |                        |                        |                        |                        |                        |                        |                        |                        |                        |                        |                        |                        |                        |                        |                        |                        |                        |                        |                        |                        |                        |                        |                        |                        |                        |                        |                        |                        |                        |                        |                        |                        |                        |
| Alsacia > El Cañaveral     | Alsacia > El Cañaveral | Alsacia > El Cañaveral | Alsacia > El Cañaveral | Alsacia > El Cañaveral | Alsacia > El Cañaveral | Alsacia > El Cañaveral | Alsacia > El Cañaveral | Alsacia > El Cañaveral | Alsacia > El Cañaveral | Alsacia > El Cañaveral | Alsacia > El Cañaveral | Alsacia > El Cañaveral | Alsacia > El Cañaveral | Alsacia > El Cañaveral | Alsacia > El Cañaveral | Alsacia > El Cañaveral | Alsacia > El Cañaveral | El Cañaveral > Alsacia | El Cañaveral > Alsacia | El Cañaveral > Alsacia | El Cañaveral > Alsacia | El Cañaveral > Alsacia | El Cañaveral > Alsacia | El Cañaveral > Alsacia | El Cañaveral > Alsacia | El Cañaveral > Alsacia | El Cañaveral > Alsacia | El Cañaveral > Alsacia | El Cañaveral > Alsacia | El Cañaveral > Alsacia | El Cañaveral > Alsacia | El Cañaveral > Alsacia | El Cañaveral > Alsacia | El Cañaveral > Alsacia | El Cañaveral > Alsacia | El Cañaveral > Alsacia |
| 06                         | 07                     | 08                     | 09                     | 10                     | 11                     | 12                     | 13                     | 14                     | 15                     | 16                     | 17                     | 18                     | 19                     | 20                     | 21                     | 22                     | 23                     | 05                     | 06                     | 07                     | 08                     | 09                     | 10                     | 11                     | 12                     | 13                     | 14                     | 15                     | 16                     | 17                     | 18                     | 19                     | 20                     | 21                     | 22                     | 23                     |
| 00 15 30 43 56             | cada 13-16 minutos     | cada 13-16 minutos     | cada 13-16 minutos     | cada 15-20 minutos     | cada 15-20 minutos     | cada 15-20 minutos     | cada 15-20 minutos     | cada 15-20 minutos     | cada 15-20 minutos     | cada 15-20 minutos     | cada 15-20 minutos     | cada 15-20 minutos     | cada 15-20 minutos     | cada 15-20 minutos     | cada 15-20 minutos     | 08 26 46               | 08 30                  | 30                     | 00 20 35 50            | cada 13-16 minutos     | cada 13-16 minutos     | cada 13-16 minutos     | cada 15-20 minutos     | cada 15-20 minutos     | cada 15-20 minutos     | cada 15-20 minutos     | cada 15-20 minutos     | cada 15-20 minutos     | cada 15-20 minutos     | cada 15-20 minutos     | cada 15-20 minutos     | cada 15-20 minutos     | cada 15-20 minutos     | cada 15-20 minutos     | 16 38                  | 00                     |
| Sábados laborables         |                        |                        |                        |                        |                        |                        |                        |                        |                        |                        |                        |                        |                        |                        |                        |                        |                        |                        |                        |                        |                        |                        |                        |                        |                        |                        |                        |                        |                        |                        |                        |                        |                        |                        |                        |                        |
| Alsacia > El Cañaveral     | Alsacia > El Cañaveral | Alsacia > El Cañaveral | Alsacia > El Cañaveral | Alsacia > El Cañaveral | Alsacia > El Cañaveral | Alsacia > El Cañaveral | Alsacia > El Cañaveral | Alsacia > El Cañaveral | Alsacia > El Cañaveral | Alsacia > El Cañaveral | Alsacia > El Cañaveral | Alsacia > El Cañaveral | Alsacia > El Cañaveral | Alsacia > El Cañaveral | Alsacia > El Cañaveral | Alsacia > El Cañaveral | Alsacia > El Cañaveral | El Cañaveral > Alsacia | El Cañaveral > Alsacia | El Cañaveral > Alsacia | El Cañaveral > Alsacia | El Cañaveral > Alsacia | El Cañaveral > Alsacia | El Cañaveral > Alsacia | El Cañaveral > Alsacia | El Cañaveral > Alsacia | El Cañaveral > Alsacia | El Cañaveral > Alsacia | El Cañaveral > Alsacia | El Cañaveral > Alsacia | El Cañaveral > Alsacia | El Cañaveral > Alsacia | El Cañaveral > Alsacia | El Cañaveral > Alsacia | El Cañaveral > Alsacia | El Cañaveral > Alsacia |
| 06                         | 07                     | 08                     | 09                     | 10                     | 11                     | 12                     | 13                     | 14                     | 15                     | 16                     | 17                     | 18                     | 19                     | 20                     | 21                     | 22                     | 23                     | 05                     | 06                     | 07                     | 08                     | 09                     | 10                     | 11                     | 12                     | 13                     | 14                     | 15                     | 16                     | 17                     | 18                     | 19                     | 20                     | 21                     | 22                     | 23                     |
| 00 40                      | 16 51                  | 26                     | 01 36                  | 11 46                  | 21 56                  | 31                     | 06 41                  | 16 51                  | 26                     | 01 36                  | 11 46                  | 21 56                  | 31                     | 06 41                  | 16 51                  | 26                     | 00 30                  | 30                     | 05 40                  | 15 50                  | 25                     | 00 35                  | 10 45                  | 20 55                  | 30                     | 05 40                  | 15 50                  | 25                     | 00 35                  | 10 45                  | 20 55                  | 30                     | 05 40                  | 15 50                  | 25                     | 00                     |
| Domingos y festivos        |                        |                        |                        |                        |                        |                        |                        |                        |                        |                        |                        |                        |                        |                        |                        |                        |                        |                        |                        |                        |                        |                        |                        |                        |                        |                        |                        |                        |                        |                        |                        |                        |                        |                        |                        |                        |
| Alsacia > El Cañaveral     | Alsacia > El Cañaveral | Alsacia > El Cañaveral | Alsacia > El Cañaveral | Alsacia > El Cañaveral | Alsacia > El Cañaveral | Alsacia > El Cañaveral | Alsacia > El Cañaveral | Alsacia > El Cañaveral | Alsacia > El Cañaveral | Alsacia > El Cañaveral | Alsacia > El Cañaveral | Alsacia > El Cañaveral | Alsacia > El Cañaveral | Alsacia > El Cañaveral | Alsacia > El Cañaveral | Alsacia > El Cañaveral | Alsacia > El Cañaveral | El Cañaveral > Alsacia | El Cañaveral > Alsacia | El Cañaveral > Alsacia | El Cañaveral > Alsacia | El Cañaveral > Alsacia | El Cañaveral > Alsacia | El Cañaveral > Alsacia | El Cañaveral > Alsacia | El Cañaveral > Alsacia | El Cañaveral > Alsacia | El Cañaveral > Alsacia | El Cañaveral > Alsacia | El Cañaveral > Alsacia | El Cañaveral > Alsacia | El Cañaveral > Alsacia | El Cañaveral > Alsacia | El Cañaveral > Alsacia | El Cañaveral > Alsacia | El Cañaveral > Alsacia |
| 06                         | 07                     | 08                     | 09                     | 10                     | 11                     | 12                     | 13                     | 14                     | 15                     | 16                     | 17                     | 18                     | 19                     | 20                     | 21                     | 22                     | 23                     | 05                     | 06                     | 07                     | 08                     | 09                     | 10                     | 11                     | 12                     | 13                     | 14                     | 15                     | 16                     | 17                     | 18                     | 19                     | 20                     | 21                     | 22                     | 23                     |
|                            | 30                     | 00 30                  | 03 36                  | 11 46                  | 21 56                  | 31                     | 06 41                  | 16 51                  | 26                     | 01 36                  | 11 46                  | 21 56                  | 31                     | 06 41                  | 16 51                  | 26                     | 00 30                  |                        |                        | 00 30                  | 00 30                  | 00 35                  | 10 45                  | 20 55                  | 30                     | 05 40                  | 15 50                  | 25                     | 00 35                  | 10 45                  | 20 55                  | 30                     | 05 40                  | 15 50                  | 25                     | 00                     |

## Recorrido y paradas

### Sentido El Cañaveral
La línea inicia su recorrido en el área intermodal de la Plaza de Alsacia, seguido de calle Aquitania, avenida de Canillejas a Vicálvaro, calle Villablanca, calle Boyer, calle de La Roda, calle Torrejón de la Calzada, avenida Miguel Delibes, calles Mario Moreno Cantinflas, Victoria Kent, Luis Ocaña y Alcalde Andrés Madrid Dávila.
| Código | Carada                                             | Común con          | Conexiones con Metro   | Otros |
| ------ | -------------------------------------------------- | ------------------ | ---------------------- | ----- |
| 4588   | ALSACIA (Área Intermodal)                          |                    | Alsacia                |       |
| 4636   | Aquitania-Capri                                    | 106 140 E2 287     |                        |       |
| 3658   | Aquitania-Nuremberg                                | 106 140            |                        |       |
| 4637   | Aquitania-República Eslovaca                       | 106 140 E2 287     |                        |       |
| 4210   | Aquitania-Toscana                                  | 106 140 153 E2 287 | Avenida de Guadalajara |       |
| 1210   | Avenida de Canillejas-Toscana                      | 4 106 287          |                        |       |
| 4612   | Avenida de Canillejas-M40                          | 4 106 287          |                        |       |
| 5306   | Av. Canillejas a Vicálvaro-Plaza de la Vicalvarada |                    |                        |       |
| 4559   | Villablanca-Lago Van                               | 100                |                        |       |
| 4561   | Villablanca-Jardín de la Duquesa                   | 100                |                        |       |
| 4563   | Villablanca-Sepiolita                              | 100 106            |                        |       |
| 3875   | Villablanca-Gran Vía del Este                      | 100 106            |                        |       |
| 7101   | Boyer-Rivas                                        | 287                |                        |       |
| 7102   | Boyer-Vigil                                        | 287                |                        |       |
| 4796   | Torrejón de la Calzada-Cerceda                     |                    |                        |       |
| 4801   | Miguel Delibes-Alto del Esparragal                 | E5                 |                        |       |
| 51003  | Miguel Delibes-Mario Moreno Cantinflas             | E5                 |                        |       |
| 5299   | Mario Moreno Cantinflas-Victoria Kent              | 290                |                        |       |
| 5302   | Victoria Kent-Arroyo Cañaveral                     | 290                |                        |       |
| 5308   | Luis Ocaña-Gales                                   | 290                |                        |       |
| 51006  | Andrés Madrid Dávila-Pilar Bellosillo              | 290                |                        |       |
| 5313   | ALCALDE ANDRÉS MADRID DÁVILA-CASA TILLY            | 290                |                        |       |

### Sentido Alsacia
El recorrido de vuelta es igual al de ida salvo dos excepciones:
- En El Cañaveral, desde la calle Alcalde Andrés Madrid Dávila se dirige a Luis Ocaña por la avenida de Santiago y calle de Ferenc Puskas. Además, toma la calle Concejal Victorino Granizo en lugar de Mario Moreno Cantinflas, por ser ambas de sentido único.
- CIrcular por la Avenida de Guadalajara en vez de la calle Aquitania, por ser ambas de sentido único.

| Código | Parada                                             | Común con      | Conexiones con Metro   | Otros |
| ------ | -------------------------------------------------- | -------------- | ---------------------- | ----- |
| 5313   | ALCALDE ANDRÉS MADRID DÁVILA-CASA TILLY            | 290            |                        |       |
| 51007  | Ferenc Puskas-Pilar Bellosillo                     | 290            |                        |       |
| 5310   | Luis Ocaña-Gales                                   | 290            |                        |       |
| 5304   | Victoria Kent-Arroyo Cañaveral                     | 290            |                        |       |
| 50007  | Concejal V. Granizo-Victoria Kent                  | 290            |                        |       |
| 4722   | Miguel Delibes-Cantinflas                          | E5             |                        |       |
| 4803   | Miguel Delibes-Alto del Esparragal                 | E5             |                        |       |
| 4797   | Torrejón de la Calzada-Cerceda                     |                |                        |       |
| 7182   | Boyer-Vigil                                        | 287            |                        |       |
| 7183   | Boyer-Rivas                                        | 287            |                        |       |
| 3876   | Villablanca-Gran Vía del Este                      | 100 106        |                        |       |
| 4564   | Villablanca-Sepiolita                              | 100 106        |                        |       |
| 4562   | Villablanca-Polideportivo                          | 100            |                        |       |
| 4560   | Villablanca-Lago Van                               | 100            |                        |       |
| 5307   | Av. Canillejas a Vicálvaro-Plaza de la Vicalvarada |                |                        |       |
| 4613   | Avenida de Canillejas-M40                          | 4 106 287      |                        |       |
| 1211   | Avenida de Canillejas-Toscana                      | 4 106 287      |                        |       |
| 4611   | Avenida de Canillejas-Suecia                       | 4 106 287      |                        |       |
| 4509   | Avenida de Guadalajara-Albericia                   | 106 140 E2 287 | Avenida de Guadalajara |       |
| 4507   | Avenida de Guadalajara-República Eslovaca          | 106 140 E2 287 |                        |       |
| 4400   | Avenida de Guadalajara-Capri                       | 106 140 287    |                        |       |
| 4588   | ALSACIA (Área Intermodal)                          |                | Alsacia                |       |